# Eurocup 2008/09
Die Saison 2008/09 war die 7. Spielzeit des von der ULEB ausgetragenen Basketball-Eurocups. Es war die erste Durchführung des Wettbewerbs unter diesem Namen.
Den Titel gewann zum zweiten Mal Lietuvos Rytas Vilnius aus Litauen.

## Modus
Es nahmen 48 Mannschaften aus 22 Nationen teil. Die Saison begann am 28. November 2008 und endete mit dem Finale am 5. April 2009. Zuerst wurde eine Qualifikation ausgetragen. In der ersten Qualifikationsrunde trafen 16 Mannschaften in Hin- und Rückspiel aufeinander. Der Gewinner aus der Addition der beiden Spiele qualifizierte sich für die 2. Qualifikationsrunde. Der Verlierer bekam Spielrecht in der EuroChallenge. In der zweiten Qualifikationsrunde trafen 8 für diese Runde gesetzten Teams in Hin- und Rückspiel auf 8 Sieger der Qualifikationsrunde 1. Der Gewinner aus der Addition der beiden Spiele qualifizierte sich für die Gruppenphase. Der Verlierer bekam Spielrecht in der EuroChallenge. An der ersten Gruppenphase nahmen 32 Teams teil. Neben den 24 direkt qualifizierten Mannschaften waren es acht Teams aus der 2. Qualifikationsrunde. Die 32 Teams wurden aufgeteilt in acht Gruppen mit je vier Teams. Es wurde eine Doppelrunde jeder gegen jeden gespielt. Die beiden Besten jeder Gruppe kamen in die zweite Gruppenphase. Die Runde der letzten 16 wurde zum ersten Mal in der Geschichte des Eurocups gespielt. So wie in der ersten Gruppenphase wurden die 16 Mannschaften in vier Vierergruppen aufgeteilt. Es wurde eine Doppelrunde jeder gegen jeden gespielt. Die beiden Besten jeder Gruppe kamen in das Viertelfinale. Der Sieger des Turniers wurde in einem Final 8-Turnier ermittelt.

## Teilnehmer an der Hauptrunde
| Land         | Anzahl | Mannschaft (Platzierung in der nationalen Meisterschaft) | Mannschaft (Platzierung in der nationalen Meisterschaft) | Mannschaft (Platzierung in der nationalen Meisterschaft) | Mannschaft (Platzierung in der nationalen Meisterschaft) | Mannschaft (Platzierung in der nationalen Meisterschaft) |
| ------------ | ------ | -------------------------------------------------------- | -------------------------------------------------------- | -------------------------------------------------------- | -------------------------------------------------------- | -------------------------------------------------------- |
| Russland     | 5      | BK Chimki (2)                                            | Dynamo Moskau (3)                                        | Ural Great Perm (4)                                      | UNICS Kasan (5)                                          | Triumph Ljuberzy (6)                                     |
| Frankreich   | 4      | Chorale Roanne (2)                                       | ASVEL (3)                                                | Le Havre (5)                                             | Cholet (8)                                               |                                                          |
| Spanien      | 4      | Pamesa Valencia (6)                                      | Iurbentia Bilbao (7)                                     | Cajasol (8)                                              | Gran Canaria (9)                                         |                                                          |
| Deutschland  | 3      | Telekom Baskets (2)                                      | Artland Dragons (6)                                      | Brose Baskets (7)                                        |                                                          |                                                          |
| Griechenland | 3      | Maroussi (4)                                             | Aris (5)                                                 | Panellinios (6)                                          |                                                          |                                                          |
| Serbien      | 3      | Hemofarm Vrsac (2)                                       | Roter Stern Belgrad (3)                                  | FMP Belgrad (4)                                          |                                                          |                                                          |
| Türkei       | 3      | Türk Telekom (2)                                         | Beşiktaş (3)                                             | Galatasaray (4)                                          |                                                          |                                                          |
| Belgien      | 2      | Spirou Charleroi (2)                                     | BC Ostende (5)                                           |                                                          |                                                          |                                                          |
| Italien      | 2      | Fortitudo Pallacanestro (8)                              | Benetton Treviso (10)                                    |                                                          |                                                          |                                                          |
| Israel       | 2      | Bnei HaSharon (3)                                        | Hapoel Jerusalem (6)                                     |                                                          |                                                          |                                                          |
| Lettland     | 2      | Barons LMT Riga (1)                                      | ASK Riga (2)                                             |                                                          |                                                          |                                                          |
| Litauen      | 2      | Lietuvos Rytas Vilnius (2)                               | Šiauliai (3)                                             |                                                          |                                                          |                                                          |
| Polen        | 2      | Turów Zgorzelec (2)                                      | Czarni Słupsk (10)                                       |                                                          |                                                          |                                                          |
| Ukraine      | 2      | Asowmasch (1)                                            | BK Kiew (2)                                              |                                                          |                                                          |                                                          |
| Bulgarien    | 1      | Lukoil Akademik (1)                                      |                                                          |                                                          |                                                          |                                                          |
| Estland      | 1      | Tartu Rock (1)                                           |                                                          |                                                          |                                                          |                                                          |
| Kroatien     | 1      | Zadar (1)                                                |                                                          |                                                          |                                                          |                                                          |
| Montenegro   | 1      | Budućnost (1)                                            |                                                          |                                                          |                                                          |                                                          |
| Niederlande  | 1      | Amsterdam (1)                                            |                                                          |                                                          |                                                          |                                                          |
| Österreich   | 1      | Allianz Swans (1)                                        |                                                          |                                                          |                                                          |                                                          |
| Schweiz      | 1      | Benetton Fribourg (1)                                    |                                                          |                                                          |                                                          |                                                          |
| Tschechien   | 1      | Nymburk (1)                                              |                                                          |                                                          |                                                          |                                                          |

## Qualifikation für die Gruppenphase

### 1. Qualifikationsrunde
| Paarung | Paarung                   | Paarung | Paarung                | 1. Spiel | 2. Spiel |
| ------- | ------------------------- | ------- | ---------------------- | -------- | -------- |
| A       | KK Šiauliai               | 136-167 | Galatasaray Café Crown | 73-73    | 63-94    |
| B       | MyGuide Amsterdam         | 133-146 | FMP Železnik Belgrad   | 66-60    | 67-83    |
| C       | Czarni Słupsk             | 136-151 | UNICS Kasan            | 76-62    | 50-89    |
| D       | Allianz Swans Gmunden     | 146-139 | Tartu Rock             | 86-64    | 60-75    |
| E       | Panellinios Athen         | 154-124 | Telekom Baskets Bonn   | 69-54    | 85-70    |
| F       | Triumph Ljuberzy          | 146-159 | BASE Ostende           | 78-78    | 68-81    |
| G       | Benetton Fribourg Olympic | Freilos |                        |          |          |
| H       | ASK Riga                  | 142-137 | Cholet Basket          | 69-62    | 73-75    |

### 2. Qualifikationsrunde
| Paarung | Paarung                   | Paarung | Paarung                | 1. Spiel | 2. Spiel |
| ------- | ------------------------- | ------- | ---------------------- | -------- | -------- |
| A       | Galatasaray Café Crown    | 147-176 | KK Budućnost Podgorica | 85-83    | 62-93    |
| B       | FMP Železnik Belgrad      | 138-118 | Ural Great Perm        | 69-61    | 69-57    |
| C       | UNICS Kasan               | 161-142 | Hapoel Jerusalem       | 88-66    | 73-76    |
| D       | Allianz Swans Gmunden     | 163-178 | Roter Stern Belgrad    | 82-82    | 81-96    |
| E       | Panellinios Athen         | 168-165 | BK Kiew                | 96-69    | 72-96    |
| F       | STB Le Havre              | 172-168 | BASE Ostende           | 84-85    | 88-83    |
| G       | Benetton Fribourg Olympic | 125-195 | CB Gran Canaria        | 64-92    | 61-103   |
| H       | ASK Riga                  | 151-134 | Cajasol Sevilla        | 83-69    | 68-65    |

## 1. Gruppenphase

### Gruppe A
| Team              | Sp | S | N | P+  | P-  |
| ----------------- | -- | - | - | --- | --- |
| 1. GS Marousi     | 6  | 4 | 2 | 493 | 468 |
| 2. KK Zadar       | 6  | 4 | 2 | 505 | 480 |
| 3. ASK Riga       | 6  | 3 | 3 | 496 | 478 |
| 4. Chorale Roanne | 6  | 1 | 5 | 430 | 498 |

### Gruppe B
| Team               | Sp | S | N | P+  | P-  |
| ------------------ | -- | - | - | --- | --- |
| 1. UNICS Kasan     | 6  | 6 | 0 | 488 | 435 |
| 2. Dynamo Moskau   | 6  | 4 | 2 | 490 | 442 |
| 3. Barons Riga     | 6  | 1 | 5 | 443 | 489 |
| 4. Lukoil Akademik | 6  | 1 | 5 | 454 | 509 |

### Gruppe C
| Team                   | Sp | S | N | P+  | P-  |
| ---------------------- | -- | - | - | --- | --- |
| 1. BK Chimki           | 6  | 5 | 1 | 459 | 400 |
| 2. Benetton Treviso    | 6  | 4 | 2 | 478 | 443 |
| 3. Beşiktaş Cola Turka | 6  | 3 | 3 | 459 | 471 |
| 4. STB Le Havre        | 6  | 0 | 6 | 413 | 495 |

### Gruppe D
| Team                 | Sp | S | N | P+  | P-  |
| -------------------- | -- | - | - | --- | --- |
| 1. Türk Telekom      | 6  | 4 | 2 | 393 | 344 |
| 2. Panellinios Athen | 6  | 3 | 3 | 452 | 435 |
| 3. Aris Thessaloniki | 6  | 3 | 3 | 457 | 459 |
| 4. Bnei haScharon    | 6  | 2 | 4 | 362 | 426 |

### Gruppe E
| Team                  | Sp | S | N | P+  | P-  |
| --------------------- | -- | - | - | --- | --- |
| 1. Asowmasch Mariupol | 6  | 4 | 2 | 484 | 472 |
| 2. Lietuvos rytas     | 6  | 3 | 3 | 491 | 465 |
| 3. ASVEL              | 6  | 3 | 3 | 475 | 514 |
| 4. CB Gran Canaria    | 6  | 2 | 4 | 481 | 480 |

### Gruppe F
| Team                   | Sp | S | N | P+  | P-  |
| ---------------------- | -- | - | - | --- | --- |
| 1. Spirou Charleroi    | 6  | 5 | 1 | 485 | 415 |
| 2. Roter Stern Belgrad | 6  | 5 | 1 | 490 | 425 |
| 3. Turów Zgorzelec     | 6  | 2 | 4 | 411 | 453 |
| 4. Brose Baskets       | 6  | 0 | 6 | 340 | 433 |

### Gruppe G
| Team                 | Sp | S | N | P+  | P-  |
| -------------------- | -- | - | - | --- | --- |
| 1. Pamesa Valencia   | 6  | 6 | 0 | 497 | 414 |
| 2. Artland Dragons   | 6  | 3 | 3 | 464 | 495 |
| 3. Fortitudo Bologna | 6  | 2 | 4 | 470 | 457 |
| 4. FMP Belgrad       | 6  | 1 | 5 | 398 | 463 |

### Gruppe H
| Team                   | Sp | S | N | P+  | P-  |
| ---------------------- | -- | - | - | --- | --- |
| 1. Iurbentia Bilbao    | 6  | 6 | 0 | 481 | 411 |
| 2. Hemofarm Vršac      | 6  | 3 | 3 | 441 | 469 |
| 3. ČEZ Nymburk         | 6  | 2 | 4 | 446 | 482 |
| 4. Budućnost Podgorica | 6  | 1 | 5 | 419 | 425 |

## 2. Gruppenphase

### Gruppe I
| Team                 | Sp | S | N | P+  | P-  |
| -------------------- | -- | - | - | --- | --- |
| 1. Dynamo Moskau     | 6  | 6 | 0 | 492 | 442 |
| 2. BK Chimki         | 6  | 3 | 3 | 479 | 457 |
| 3. GS Marousi        | 6  | 2 | 4 | 443 | 470 |
| 4. Panellinios Athen | 6  | 1 | 5 | 470 | 512 |

### Gruppe J
| Team                | Sp | S | N | P+  | P-  |
| ------------------- | -- | - | - | --- | --- |
| 1. Benetton Treviso | 6  | 5 | 1 | 493 | 458 |
| 2. KK Zadar         | 6  | 3 | 3 | 497 | 513 |
| 3. UNICS Kasan      | 6  | 3 | 3 | 465 | 414 |
| 4. Türk Telekom     | 6  | 1 | 5 | 452 | 522 |

### Gruppe K
| Team                   | Sp | S | N | P+  | P-  |
| ---------------------- | -- | - | - | --- | --- |
| 1. Pamesa Valencia     | 6  | 4 | 2 | 450 | 436 |
| 2. Hemofarm Vršac      | 6  | 4 | 2 | 460 | 428 |
| 3. Asowmasch Mariupol  | 6  | 3 | 3 | 477 | 457 |
| 4. Roter Stern Belgrad | 6  | 1 | 5 | 437 | 503 |

### Gruppe L
| Team                | Sp | S | N | P+  | P-  |
| ------------------- | -- | - | - | --- | --- |
| 1. Iurbentia Bilbao | 6  | 4 | 2 | 449 | 415 |
| 2. Lietuvos rytas   | 6  | 4 | 2 | 467 | 406 |
| 3. Spirou Charleroi | 6  | 3 | 3 | 453 | 473 |
| 4. Artland Dragons  | 6  | 1 | 5 | 441 | 516 |

## Final 8-Turnier
Das Final 8-Turnier fand vom 2. bis zum 5. April 2009 im Palasport Olimpico in Turin statt.

|  | Viertelfinale    | Viertelfinale    |                |    | Halbfinale | Halbfinale |  |  | Finale | Finale |
|  |                  |                  |                |    |            |            |  |  |        |        |
|  |                  |                  |                |    |            |            |  |  |        |        |
|  |                  |                  |                |    |            |            |  |  |        |        |
|  | Dynamo Moskau    | 85               |                |    |            |            |  |  |        |        |
|  | Dynamo Moskau    | 85               |                |    |            |            |  |  |        |        |
|  | Hemofarm Vršac   | 93               |                |    |            |            |  |  |        |        |
|  | Hemofarm Vršac   | 93               | Hemofarm Vršac | 68 |            |            |  |  |        |        |
|  |                  |                  | Hemofarm Vršac | 68 |            |            |  |  |        |        |
|  |                  | Lietuvos rytas   | 73             |    |            |            |  |  |        |        |
|  | Benetton Treviso | Lietuvos rytas   | 73             | 79 |            |            |  |  |        |        |
|  | Benetton Treviso |                  |                | 79 |            |            |  |  |        |        |
|  | Lietuvos rytas   | 85               |                |    |            |            |  |  |        |        |
|  | Lietuvos rytas   | 85               | Lietuvos rytas | 80 |            |            |  |  |        |        |
|  |                  |                  | Lietuvos rytas | 80 |            |            |  |  |        |        |
|  |                  | BK Chimki        | 74             |    |            |            |  |  |        |        |
|  | Pamesa Valencia  | BK Chimki        | 74             | 73 |            |            |  |  |        |        |
|  | Pamesa Valencia  |                  |                | 73 |            |            |  |  |        |        |
|  | BK Chimki        | 76               |                |    |            |            |  |  |        |        |
|  | BK Chimki        | 76               | BK Chimki      | 79 |            |            |  |  |        |        |
|  |                  |                  | BK Chimki      | 79 |            |            |  |  |        |        |
|  |                  | Iurbentia Bilbao | 73             |    |            |            |  |  |        |        |
|  | Iurbentia Bilbao | Iurbentia Bilbao | 73             | 76 |            |            |  |  |        |        |
|  | Iurbentia Bilbao |                  |                | 76 |            |            |  |  |        |        |
|  | KK Zadar         | 67               |                |    |            |            |  |  |        |        |

## Ehrungen

Regular Season MVP: Chuck Eidson

Am Final Eight-Wochenende in Turin wurden folgende Akteure der abgelaufenen Saison besonders ausgezeichnet:

### Finals MVP
- Marijonas Petravičius (Lietuvos Rytas)

### All-Eurocup First Team 2008/09
- Chuck Eidson (Lietuvos Rytas) – Regular Season MVP
- Kelly McCarty (BK Chimki)
- Boštjan Nachbar (Dynamo Moskau)
- Marko Banić (Bilbao Basket)
- Todor Gečevski (KK Zadar)

### All-Eurocup Second Team 2008/09
- Khalid El-Amin (Türk Telekom)
- Gary Neal (Benetton Treviso)
- Travis Hansen (Dynamo Moskau)
- Matt Nielsen (Valencia BC)
- Sandro Nicević (Benetton Treviso)

### Coach of the Year
- Oktay Mahmuti (Benetton Treviso)

### Rising Star Trophy
- Milan Mačvan (Hemofarm Vršac)